# Shimaji Mokurai

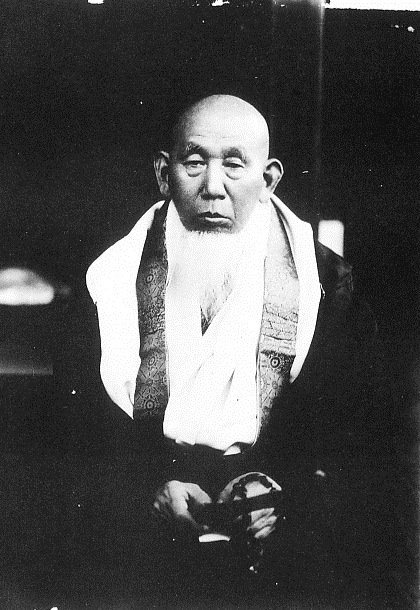
Shimaji Mokurai

Shimaji Mokurai (japanisch 島地 黙雷; geboren 10. März 1838 in Shimaji (Provinz Suō); gestorben 3. Februar 1911 in Tokio) war ein japanischer Buddhist und Reformer der Jōdo-Shinshū-Richtung.

## Leben und Wirken
Shimaji Mokurai wurde als vierter Sohn des Priesters Shimizu Enzui (清水 円随) der Jōdo-Shinshū-Richtung geboren und wurde ebenfalls Priester, wobei er sich nach seinem Heimatort „Shimaji“ nannte. Schon in jungen Jahren studierte er Buddhismus und Konfuzianismus und widersetzte sich 1864 dem Verbot der Einäscherung durch den Hagi-Klan. Er reiste nach der Meiji-Restauration 1868 nach Kyōto und beteiligte sich, vor allem mit Ōzu Tetsunen (大洲 鉄然; 1834–1902), Akamatsu Renjū (赤松 連城; 1841–1919) an der Reformbewegung (Abschaffung des Mönchsystems, Zulassung von Laien) am Tempel Nishi Hongan-ji in Kyōto. Mit den beiden gehörte er zu den „Drei Meistern der Reformen“ (維新の三傑, Ishin no sanketsu). 1870 wurde er Ratsmitglied des Tempels.
1871 eröffnete Shimaji den Verlag „Nisshindō“ (日新堂) im Stadtteil Kanda von Tokio und veröffentlichte die Magazine „Vermischte Neuigkeiten“ (新聞雑誌, Shimbun zasshi) und „Vier Reihen von Gesprächen“ (報四叢談, Hōshi sōdan). Im Januar 1872 begleitete er den Priester Umegami Takuyū (梅上 沢融; 1835–1907) nach Europa. Die Reise geschah auf Wunsch des Abtes Ōtani Kōson (大谷 光尊; 1850–1903). Sie waren die Ersten, die die religiöse Situation in Übersee erforschten. Die beiden besuchten auch Jerusalem und auf dem Rückweg Indien. Im Juli kehrten sie nach Japan zurück. Die „Reise in den Westen“ (航西日策, Kōsai nissaku) ist als Bericht erhalten.
1873 startete Shimaji eine Bewegung zur Herauslösung des Buddhismus aus dem „Shinbutsu-gōdō Daikyōin“ (神仏合同大教院), kurz Daikyōin, einer Aufsichtsbehörde für Shintō und Buddhismus, was schließlich zur Auflösung der Shintō-orientierten Behörde führte. Während er als Geschäftsführer des Hongan-ji-Tempels wirkte, gründete er 1888 die Schule „Joshi Bungei Gakusha“, die spätere „Chiyoda Jogakuen“ (千代田女学園), zur Stärkung der Frauenbildung. Er beteiligte sich auch an der Gründung der „Japanischen Rotkreuzgesellschaft“ (日本赤十字社, Nihon sekijūji-sha). Obwohl er sich für religiöse Freiheit einsetzte, stand er dem Christentum kritisch gegenüber.
Shimaji ist der Autor von „Sangoku Bukkyō ryakushi“ (三国仏教略史) „Kurze Darstellung des Buddhismus in den drei Ländern“ in 3 Bänden und „Bukkyō kaku sō kōyō“ (仏教各宗綱要) –„Überblick über die einzelnen buddhistischen Sekten“.